# Дэвис, Расс
Расс Дэвис (Russ E. Davis; род. в Сан-Франциско, Калифорния) — американский океанолог, специалист в области физической океанографии.
Член НАН США (1988), доктор философии (1967), сотрудник Scripps Institution of Oceanography, где трудится с 1968 года.
Отмечен Maurice Ewing Medal (2015).
Окончил Калифорнийский университет в Беркли (бакалавр химической инженерии, 1963). В Стэнфорде получил степени магистра и доктора философии, обе — по химической инженерии.
В 1967—1968 гг. геофизик Калифорнийского университета в Сан-Диего.
С 1968 г. в Scripps Institution of Oceanography: ассистент- и ассоциированный профессор, в 1977—2000 гг. профессор, с 2000 года исследователь-океанограф.
Фелло Американской академии искусств и наук, Американского геофизического союза и Американского метеорологического общества.
Отмечен Prince Albert I Medal от IAPSO (2007), Henry Stommel Medal от Woods Hole Oceanographic Institution (2000), A.G. Huntsman Award for Excellence in the Marine Sciences (1997).